# Chane Behanan
Chane Behanan, né le 24 septembre 1992, à Cincinnati, en Ohio, est un joueur américain de basket-ball. Il évolue aux postes d'ailier fort et de pivot.

## Palmarès
- McDonald's All-American Game 2011
- Champion NCAA 2013
- Big East All-Rookie Team 2012